# Immunzytokin

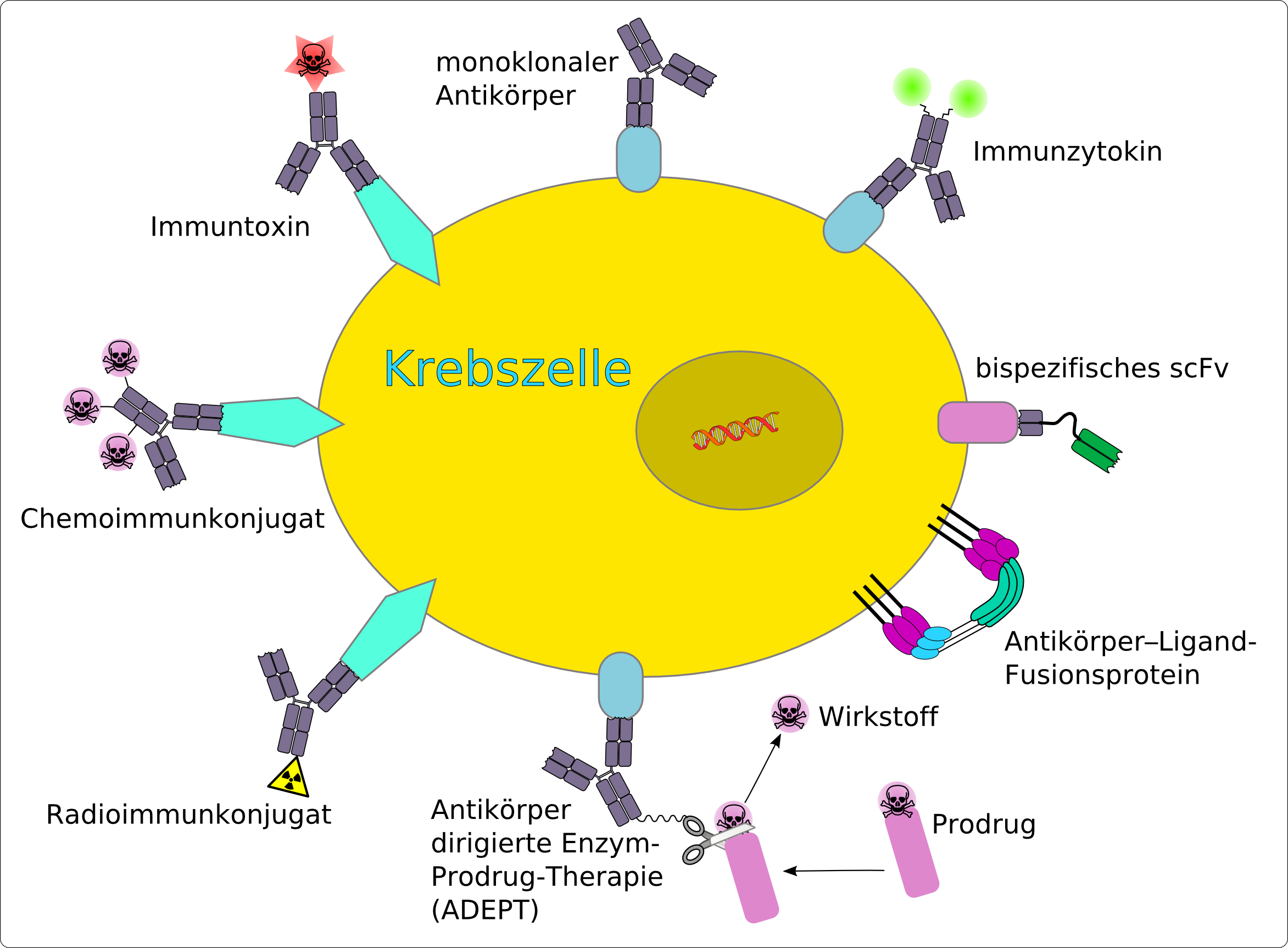
Darstellung verschiedener Arten von „bewaffneten Antikörpern“. Oben rechts das Immunzytokin

Immunzytokine (auch Immuncytokine geschrieben) sind Antikörper-Zytokin-Fusionsproteine. Es sind Immunkonjugate, die ein Ansatz des Drug Targetings in der Krebsimmuntherapie zur Behandlung von Krebserkrankungen darstellen. Es sind potenzielle Wirkstoffe die bisher noch nicht zugelassen sind. Einige Immunzytokine befinden sich in der klinischen Erprobung gegen verschiedene Krebsarten. Darüber hinaus hat dieser Ansatz auch Potenzial für die Therapie anderer Erkrankungen.
Man spricht bei Immunzytokinen auch von bewaffneten Antikörpern (englisch armed antibodies).

## Aufbau und Wirkprinzip
An Antikörper können Wirkstoffe gebunden (konjugiert) werden, die bei freier systemischer Gabe aufgrund ihrer hohen Toxizität zu nicht vertretbaren Nebenwirkungen führen würden. Der Antikörper dient in diesem Fall als „Transportvehikel“, um das Zytokin möglichst spezifisch nur in den Bereich der Tumorzellen zu bringen. Einige Zytokine, beispielsweise Interleukin-2 (IL-2), sind hochpotente Wirkstoffe, die eine komplexe Signalkaskade zur Aktivierung des körpereigenen Immunsystems bewirken können. Die Nebenwirkungen sind allerdings erheblich. Mit einem Antikörper als „Fähre“ sollen die Nebenwirkungen weitgehend unterdrückt werden und die lokale Konzentration im Bereich der Tumorzellen möglichst hoch sein.
Das Konjugat aus Antikörper oder auch Antikörperfragment (beispielsweise ein Fab-Fragment oder ein Nanobody) mit einem Zytokin kann als Prodrug angesehen werden.
Durch den Aufbau aus Antikörper und Zytokin ist die Voraussetzung für eine aktive als auch passive Krebsimmuntherapie gegeben, wodurch sowohl das angeborene, als auch das erworbene Immunsystem zur Krebsbekämpfung aktiviert werden können.

## Synthese
Immunzytokine werden auf rekombinantem Weg mittels Gentechnik durch die Einschleusung von Rekombinanter DNA in verschiedenen Organismen, wie beispielsweise Escherichia coli oder eukaryotischen Zelllinien, hergestellt. Mit Hilfe der Polymerase-Kettenreaktion werden nach einer reversen Transkription die Nukleotidsequenzen des entsprechenden Zytokins erzeugt.

## Potenzielle Anwendungen
Einige Immunzytokine befinden sich derzeit in der klinischen Erprobung, um die Wirksamkeit auch am Menschen nachzuweisen. In den meisten Fällen wird Interleukin-2, daneben auch α-Interferon als Wirkstoff und die unterschiedlichsten Antikörper beziehungsweise Antikörperfragmente verwendet. Potenzielle zukünftige Anwendungen sind maligne Melanome, B-Zell-Lymphome, Ovarialkarzinome und Neuroblastome. Im Tiermodell wurde eine Wirksamkeit gegen Brustkrebs und Pankreastumoren festgestellt.
Ein anderer potenzieller nicht-onkologischer Ansatz ist die Behandlung der Collagen-induzierten Arthritis.